# Джрашен (Арарат)
Джрашен (вірм. Ջրաշեն) — село в марзі Арарат, у центрі Вірменії. Село розташоване за 15 км на північний захід від міста Аштарака, за 4 км на північний схід від села Мхчян та за 1 км на північний захід від села Дітак.